# Jamie Joseph

a Compétitions nationales et continentales officielles uniquement.

b Matchs officiels uniquement.
Dernière mise à jour le 9 novembre 2021.
 James Whitinui Joseph, né le 21 novembre 1969 à Blenheim (Nouvelle-Zélande), est un joueur de rugby à XV néo-zélandais évoluant au poste de troisième ligne aile et mesurant 1,96 m. International All Blacks, disputant notamment la coupe du monde 1995, il devient ensuite international japonais, disputant l'édition suivante de la coupe du monde avec cette sélection. Il se reconvertit ensuite dans une carrière d'entraîneur.
Sa fille, Maia Joseph, est également une joueuse de rugby à XV.

## Carrière

### Club et Province
- 1989-1995 : Province de Otago

### En équipe nationale
Il a fait partie de l'équipe de Nouvelle-Zélande des moins de 21 ans (1989), il a joué aussi avec l'équipe des Māori de Nouvelle-Zélande. 
Il a disputé son premier test match le 22 avril 1992 contre le XV mondial et le dernier contre l'équipe d'Afrique du Sud, le 24 juin 1995 en finale de la coupe du monde de rugby.
Il a disputé cinq matchs de la coupe du monde de rugby 1995. 
Joseph a ensuite poursuivi sa carrière au Japon. Il a joué avec l'équipe du Japon lors de la coupe du monde de rugby 1999.

### Entraîneur
- 2003-2007 : Wellington (Adjoint)
- 2008-2010 : Wellington
- 2010-2012 : Māori All Blacks
- 2011-2016 : Highlanders
- 2016-2023 :  Japon
- 2018 : Sunwolves

#### Bilan avec le Japon
| Année | Sélection | Tournoi                  | Poste         | Classement World Rugby à la fin de l'année | Tournoi   | Coupe du monde             |
| ----- | --------- | ------------------------ | ------------- | ------------------------------------------ | --------- | -------------------------- |
| 2016  | Japon     | Asian Rugby Championship | Sélectionneur | 11e                                        | Vainqueur | -                          |
| 2017  | Japon     | Asian Rugby Championship | Sélectionneur | 11e                                        | Vainqueur | -                          |
| 2018  | Japon     | -                        | Sélectionneur | 11e                                        | -         | -                          |
| 2019  | Japon     | Pacific Nations Cup      | Sélectionneur | 8e                                         | Vainqueur | Éliminé en quart-de-finale |
| 2020  | Japon     | -                        | Sélectionneur | 10e                                        | -         | -                          |
| 2021  | Japon     | -                        | Sélectionneur | 10e                                        | -         | -                          |
| 2022  | Japon     | -                        | Sélectionneur | 10e                                        | -         | -                          |

## Palmarès

### En tant que joueur
- Finaliste de la Coupe du monde en 1995

### En tant qu’entraîneur
Il permet aux Highlanders d'Otago de conquérir leur premier titre de Super Rugby en battant les Wellington Hurricanes par 21 à 14 le 5 juillet 2015.

## Statistiques

### En équipe nationale
De 1992 à 1995, Jamie Joseph compte 20 sélections avec les All-Blacks, inscrivant 5 points. Avec les Kiwis, il dispute une Coupe du monde en 1995.